# Agboulag (Kelbajar)
Agboulag (en azéri : Ağbulaq) est un village situé dans le raïon de Kelbadjar en Azerbaïdjan.

## Histoire
Appelé Altchali, le village fait partie à l'époque soviétique de l'ouïezd du Kurdistan rouge de 1923 à 1929, au sein de la république socialiste soviétique d'Azerbaïdjan.
En 1993, lors de la guerre du Haut-Karabagh, le village passe sous le contrôle de la république autoproclamée du Haut-Karabagh et est intégré à la région de Chahoumian.
En 2015, le village est rebaptisé Agboulag par les autorités azerbaïdjanaises. À l'issue de la deuxième guerre du Haut-Karabakh de l'automne 2020, un accord est conclu entre l'Arménie, l'Azerbaïdjan et la Russie. Conformément à celui-ci, les troupes arméniennes évacuent la région de Kelbadjar qui est restituée à l'Azerbaïdjan le 25 novembre.